# План преступления
«План преступления» (англ. Time Table) — американский нуаровый триллер режиссёра Марка Стивенса, который вышел на экраны в 1956 году.
Фильм рассказывает о страховом следователе (Марк Стивенс), который решает порвать со своей однообразной личной жизнью и сбежать с любовницей (Фелиция Фарр), предварительно ограбив почтовый поезд. Его просчитанный по минутам план преступления практически удаётся осуществить, однако в итоге он попадает в руки правосудия и гибнет вместе с любовницей.
Несмотря на скромный бюджет, фильм получился увлекательным, динамичным и напряжённым благодаря хорошему сценарию и качественной постановке Стивенса.

## Сюжет
В поезде, идущем через штат Аризона в западном направлении, кондуктор просит одного из пассажиров, доктора Слоуна (Уэсли Эдди), помочь больному пассажиру. После обследования Слоун говорит, что, пациент серьёзно болен, возможно, полиомиелитом и настоятельно рекомендует сделать внеплановую остановку в ближайшем городке Уинстон, в котором есть больница надлежащего уровня. Затем доктор просит кондуктора провести его в багажный вагон, куда он сдал свой чемоданчик с медикаментами. Оказавшись в багажном вагоне, Слоун достаёт из своего чемоданчика пистолет, и, угрожая им, нейтрализует офицера охраны и двух сотрудников багажного, сделав им усыпляющие уколы. Пока поезд идёт в тоннеле, Слоун с помощью небольшого взрыва вскрывает установленный в вагоне сейф, перекладывает в свой чемодан хранящиеся там 500 тысяч долларов и выходит из багажного вагона. Затем он готовит больного к высадке, пакует свои вещи, и вместе с женой и больным выходит в Уинстоне, где их поджидает вызванная машина скорой помощи. Проходит ещё два с половиной часа, и лишь на станции в Фениксе выясняется, что из багажного отделения пропала крупная сумма денег.
В Лос-Анджелесе ранним утром страховой следователь Чарли Норман (Марк Стивенс) вместе с женой Рут (Мэриэнн Стюарт) собирается отправиться в долгожданный отпуск в Мексику. Однако неожиданно звонит его босс Сэм Хэндрикс, поручая срочно провести расследование ограбления поезда. Чарли едет в Феникс, чтобы начать расследование вместе со своим старым другом, железнодорожным детективом Джо Армстронгом (Кинг Колдер). Первым делом они допрашивают работников и пассажиров поезда, однако им не удаётся выяснить никаких существенных подробностей, нет даже отпечатков пальцев и качественного описания внешности преступников, а имя доктор Слоун оказывается вымышленным. Выясняется лишь, что кто-то нейтрализовал настоящих водителей единственной в Уинстоне машины скорой помощи ещё до звонка с вызовом из поезда. Следователи видят, что кто-то рассчитал всё буквально по минутам, составив идеальный план преступления. Однако Джо не унывает, утверждая, что любое преступление может быть раскрыто, вне зависимости от того, насколько идеальным был сам план. На следующий день в пустынном месте за городом обнаружен автомобиль скорой помощи. Так как поблизости от него нет следов другого автомобиля, Чарли высказывает предположение, что грабители могли продолжить путь на поджидавшем их в этом месте вертолёте. Вскоре в местечке Риверсайд в штате Калифорния обнаруживается брошенный вертолёт, который по документам принадлежит владельцу небольшого частного лётного парка Элу Волфу (Алан Рид). На допросе Волф сообщает, что вертолёт был взят на прокат на неделю примерно месяц назад, за него были заплачены очень приличные деньги, но он так и не был возвращён.
Чарли возвращается домой в расстроенном состоянии и тайком пытается куда-то позвонить. Рут пытается его утешить, но в ответ он кричит на неё и уходит. Чарли приходит в тайное место встречи в бунгало, где его ожидает Линда (Фелиция Фарр), которая в поезде исполняла роль жены доктора Слоуна. Оказывается, что её настоящее имя — Линда Альварес Брукер, а её мужа зовут не Слоун, а Пол Брукер. Также выясняется, что весь план ограбления поезда разработал Чарли, но о его участии в этом деле кроме четы Брукеров никому не известно. При этом Чарли влюблён в Линду и планировал скрыться вместе с ней в Мексике после ограбления. Однако что-то пошло не по плану. Вместо того, чтобы отбыть в отпуск в Мексику, Чарли вынужден заниматься расследованием этого дела в Америке. Кроме того, как сообщает Линда, некто Ломбард, который во время ограбления изображал больного, во время побега случайно ранил себя из пистолета, и теперь ему требуется лечение. В результате банда не смогла сразу же вылететь в Мексику и была вынуждена совершить посадку в Риверсайде. Ломбарда пока оставили у Волфа, где за ним ухаживает Брукер. Чарли говорит, что просчитал план преступления до последней детали, до каждой минуты, и теперь весь его план рушится. Он просит Линду передать Полу, чтобы тот завтра прибыл с деньгами в бунгало. На встрече с Чарли выясняется, что Брукер действительно был врачом, однако его лишили лицензии за пьянство и незаконную практику. Он отдает Чарли его долю и говорит, что Ломбард умер. Его тело пришлось захоронить на участке Волфа, за что Брукер отдал Волфу долю Ломабрда в 15 тысяч долларов. После завершения расчетов с Чарли Брукер говорит, что теперь намерен действовать по собственному плану. Однако Чарли отвечает, что решения здесь принимает он, и напоминает Брукеру, как он спас его несколько месяцев назад, когда тот принёс в страховую компанию поддельное требование на оплату страхового случая. Брукер берёт со столика помаду Линды, давая понять, что он знает о романе Линды и Чарли. Тем не менее, он соглашается выполнить приказание Чарли и перебраться с Линдой в Мексику.
Тем временем Джо вычислил, что грабителем был настоящий врач и теперь проводит проверку среди врачей. Вскоре арестовывают мелкого вора по имени Фрэнки Пейдж (Джек Клагмен), который на допросе сознаётся, что был за рулём машины скорой помощи, на которой бежали преступники. Однако он уверяет, что грабители сами нашли его и предложили 5 тысяч долларов за эту работу, а он даже не знаком с ними и не знает их имён. Вечером Чарли в качестве страхового следователя приходит к Волфу и, показывая, что знает о Ломбарде, заставляет того сознаться в своей связи с Ломбардом и Брукером. Понимая, что Волф рано или поздно всё расскажет полиции, Чарли убивает его, а затем вкладывает пистолет в его руку, имитируя самоубийство. Перед уходом Чарли забирает бумажку с адресом гостиницы в Тихуане, где должны остановиться Брукеры. На следующий день в газетах появляется сообщение о самоубийстве Волфа, и Джо в разговоре с Чарли уже готов признать, что расследование зашло в тупик. В этот момент раздаётся телефонный звонок от прокурора, который сообщает, что Брукер только что был застрелен при пересечении границы офицером таможни, и при нём было обнаружено 200 тысяч долларов, однако его жене удалось бежать. Джо предполагает, что оставшаяся часть денег находится у неё. Джо и Чарли собираются в Мексику на поиски жены Брукера. При этом по предложению Джо Чарли решает поехать вместе с Рут, которая должна прибыть на день позже. Вечером перед своим отъездом Чарли передаёт Рут портфель с деньгами, говоря, что в нём лежат служебные документы, и просит привезти его в Мексику вместе с его остальным багажом.
В Тихуане Чарли и Джо совместно с лейтенантом мексиканской полиции Кастро (Родолфо Хойос-младший) составляют план поиска Линды, однако, как выясняется, у них нет даже её примет. После этого Чарли берёт полицейскую машину Кастро, говоря Джо, что собирается поехать в аэропорт, чтобы купить билеты в Мехико, где собирается провести с женой несколько дней. Однако вместо этого, он едет в таверну «У Бобика» по адресу, который нашёл у Волфа, и начинает шантажировать её хозяина тем, что ему известно о системе оформления нелегальных паспортов и переправки людей через границу, в которой замешаны Ломбард и Волф. Под давлением угроз Бобик сознаётся, что Брукер заказал у него два аргентинских паспорта и безопасный выезд из Мексики для себя и жены за 20 тысяч долларов. Чарли говорит, что завтра сам заберёт документы и расплатится с ним. Далее Чарли выясняет у Бобика, что Линда скрывается в его таверне на втором этаже. Чарли поднимается к ней, они обнимаются, целуются, и Чарли обещает, что завтра они вдвоём уедут в Аргентину.
На следующий день Джо сообщает Чарли, что получил полный отчёт по Брукеру, который действительно был врачом и лишился лицензии, и Линде, которая когда-то была певицей в мексиканском кабаре. Он упрашивает Чарли взять его с собой, когда тот отправляется встретить Рут на границе. После того, как Чарли и Рут остаются наедине в гостиничном номере, она сознаётся, что случайно открыла его портфель и обнаружила в нём деньги. Понимая, что они каким-то образом связаны с ограблением поезда, Рут передала деньги в офис Хендриксу в ненадписанном конверте. Это приводит Чарли в ярость, он говорит, что ради этих денег убил человека, и с этими деньгами собирался бежать вместе с Линдой. Рут шокирует такое признание мужа, но она его всё ещё любит и обещает молчать несколько часов, чтобы дать возможность Чарли скрыться. При выходе из гостиницы Чарли встречает Джо и Кастро, которым стало известно, что Чарли был вчера вечером в баре «У Бобика», имеющем сомнительную репутацию, однако Чарли отшучивается, что порой не чужд подобных развлечений. Поведение Чарли начинает вызывать у Джо подозрение, и после его ухода он поднимается к Рут, которая пытается скрыть от него своё отчаяние, объясняя всё обычной размолвкой между мужем и женой. Рут вспоминает, что Чарли стал другим после командировки в Сан-Франциско несколько месяцев назад. Джо звонит из её номера по телефону Хендриксу и узнаёт, что в Сан-Франциско Чарли расследовал дело о фальшивом требовании на выплату страховой премии по несчастному случаю, которое подал Брукер.
Чарли приезжает к Бобику, где под угрозой оружия забирает у него паспорта, затем убивает Бобика и поднимается к Линде. В этот момент к бару подъезжают полицейские машины, начинается погоня полицейских за Чарли и Линдой по городским улицам, во время которой Чарли стреляет в полицейских, убивая или раня двоих из них. В конце концов, Линду убивают при попытке забраться по пожарной лестнице, она умирает на руках у Чарли. Окружённый полицией Чарли пытается стрелять, но Джо опережает его и убивает Чарли. Чарли умирает у Джо на руках со словами «в плане этого не было».

## В ролях
- Марк Стивенс — Чарли Норман
- Кинг Колдер — Джо Армстронг
- Фелиция Фарр — Линда Бракер
- Мэриэнн Стюарт — Рут Норман
- Уэсли Эдди — доктор Слоун / доктор Пол Брукер
- Алан Рид — Эл Волф
- Родолфо Хойос-младший — лейтенант Кастро
- Джек Клагмен — Фрэнки Пейдж
- Джон Марли — Бобик

## Создатели фильма и исполнители главных ролей
Актёр и режиссёр Марк Стивенс сыграл главные роли в таких популярных фильмах нуар, как «Тёмный угол» (1946), «Улица без названия» (1948) и «Змеиная яма» (1948). Он был постановщиком и исполнителем главной роли в ещё одном нуаре — «Крик о мщении» (1954).
Актёр Уэсли Эдди сыграл роли второго плана во многих признанных фильмах, среди них «Большой нож» (1955), «Целуй меня насмерть» (1955) и «Что случилось с Бэби Джейн?» (1962) Роберта Олдрича, а также «Телесеть» (1976) и «Вердикт» (1982) Сидни Люмета.

## Оценка критики
Кинокритик Деннис Шварц написал о фильме: «Захватывающий фильм нуар о высококлассном страховом следователе Чарли Нормане (Марк Стивенс, он же и режиссёр фильма), который успешно осуществляет сложное ограбление поезда в Аризоне, а затем вместе с железнодорожным детективом Джо Армстронгом (Кинг Колдер) ведёт расследование этого ограбления. Мораль фильма можно выразить словами — нет такой вещи, как идеальное преступление, идеальный брак или идеальная работа. Это плотный триллер с прекрасным сценарием и актёрской игрой… Этот аккуратный небольшой саспенс-триллер затрагивает две нуаровые темы — уважаемого и опытного страхового агента, который становится на преступный путь, и обычного человека в состоянии кризиса среднего возраста, который бросает свою любящую жену и своё комфортное, но пустое существование среднего класса ради женщины, которая стала предметом его страсти. Марк Стивенс в качестве режиссёра справляется с обеими темами очень хорошо».